# Euproctis faventia
Euproctis faventia är en fjärilsart som beskrevs av Druce 1899. Euproctis faventia ingår i släktet Euproctis och familjen tofsspinnare. Inga underarter finns listade i Catalogue of Life.